# Sleephopperzuiger

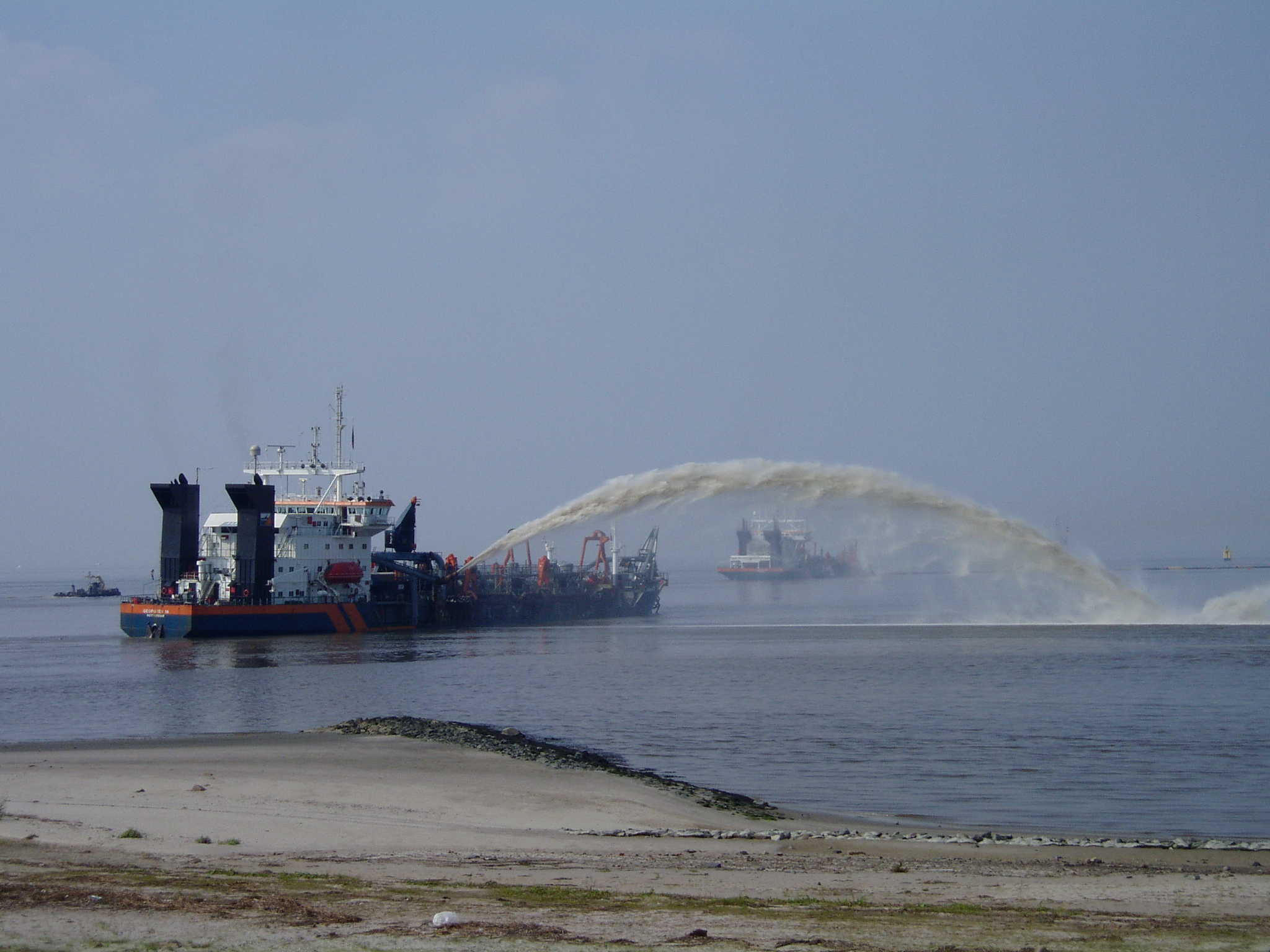
Sleephopperzuiger die aan het rainbowen is

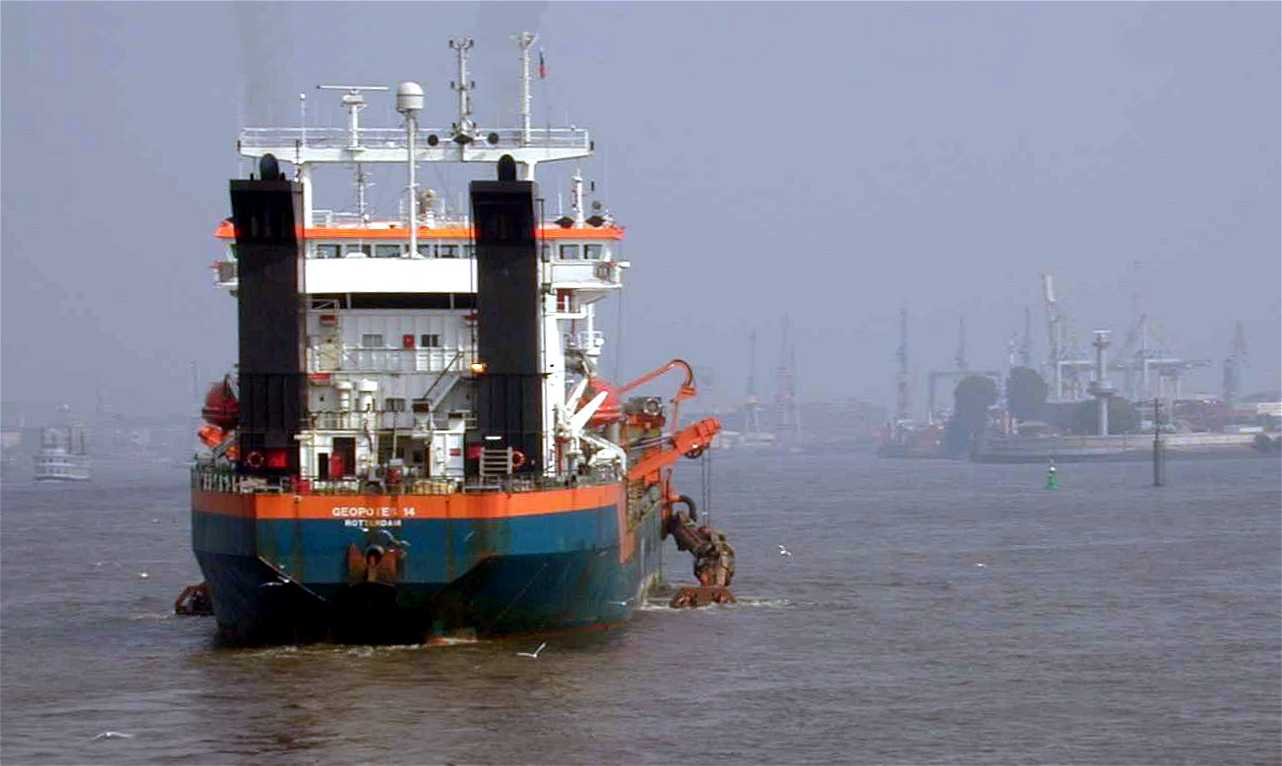
Sleephopperzuiger aan het werk (Geopotes 14 - 7472 m³)

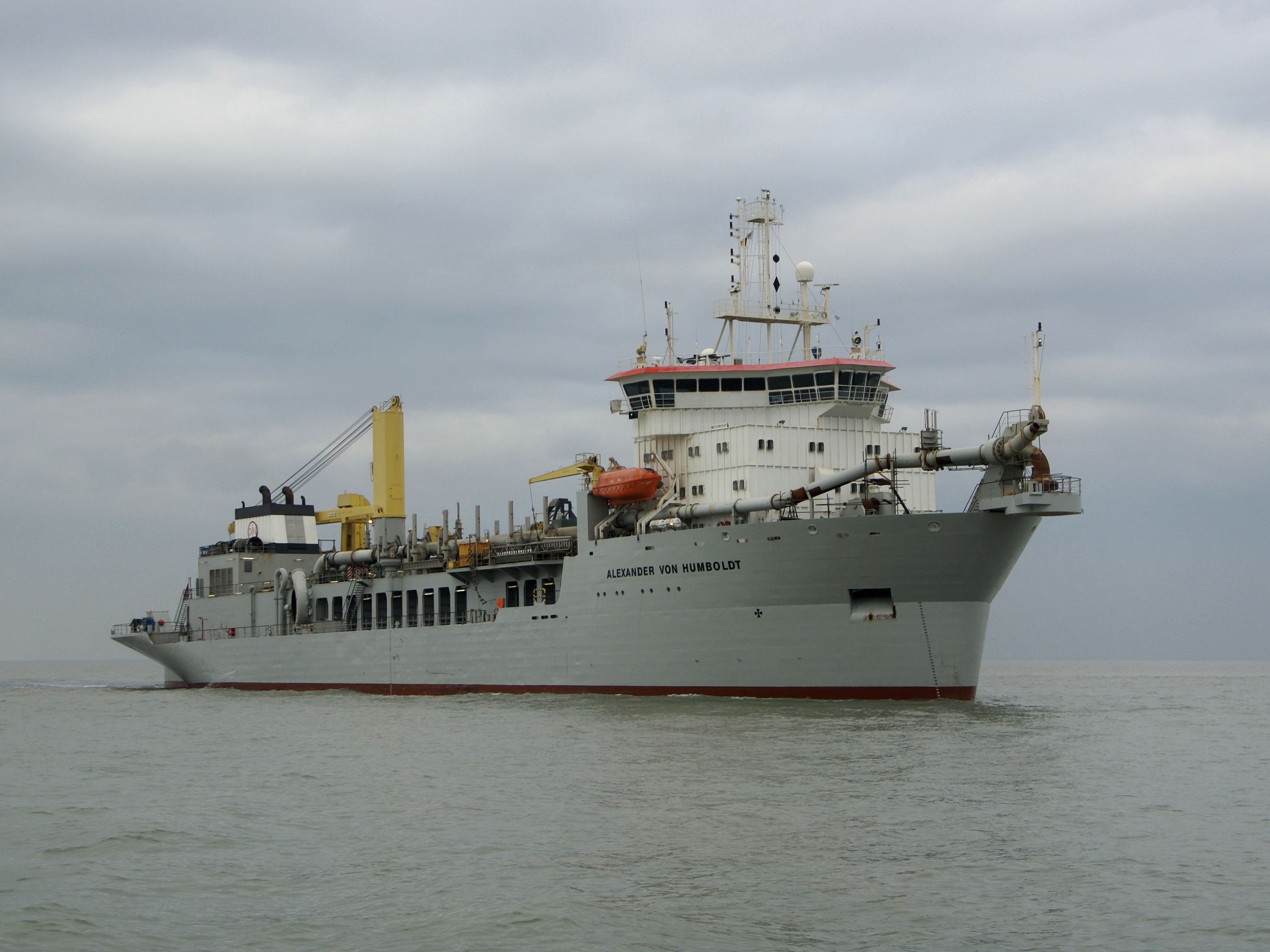
Sleephopperzuiger (Alexander von Humboldt - 9000 m³) van Jan de Nul Group voor de Zeebrugse haven. Bouwjaar: 1998

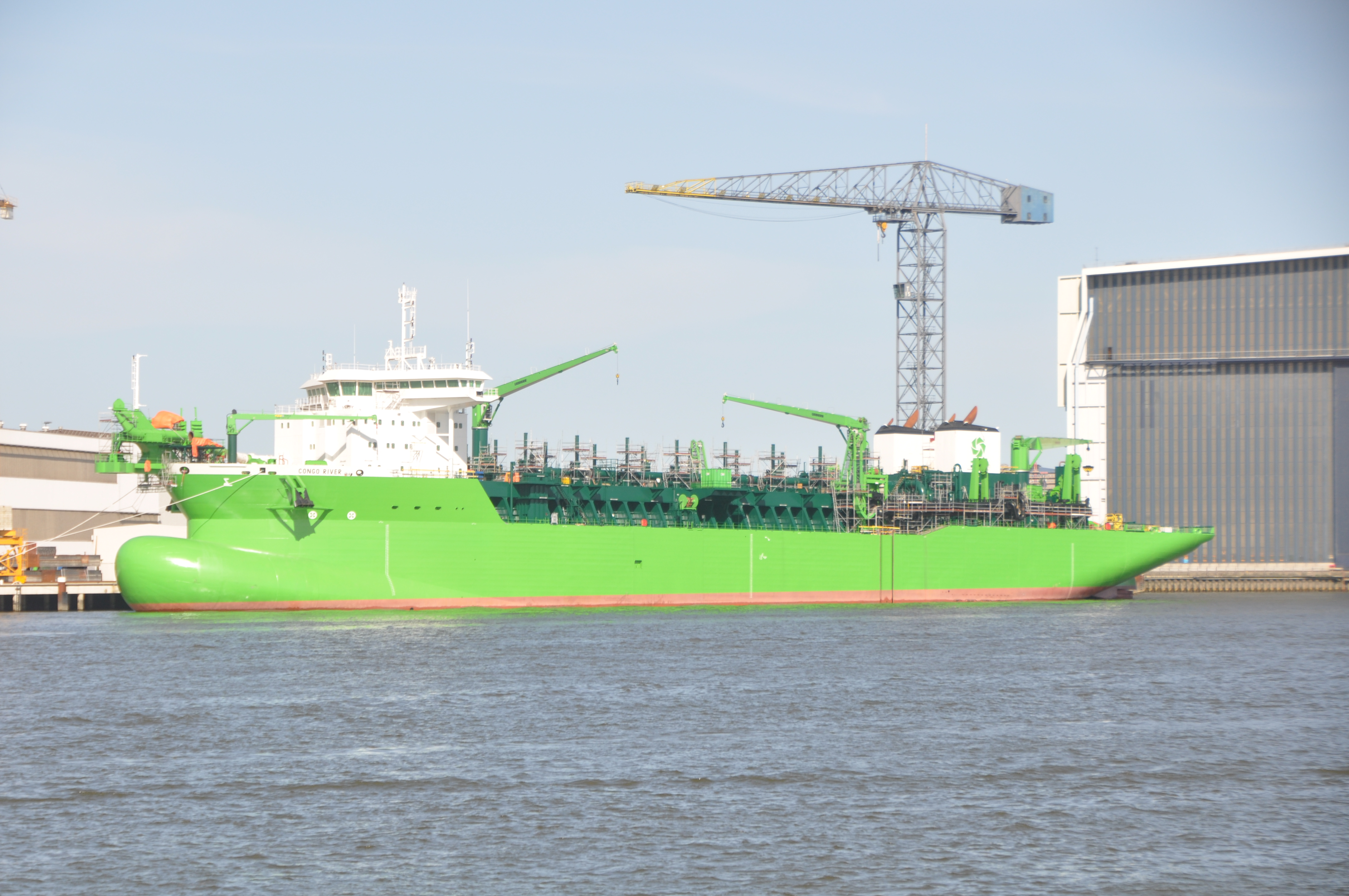
De Congo River (30.000 m³) is het grootste schip in de DEME vloot. Bouwjaar: 2011

Een sleephopperzuiger (Trailing Suction Hopper Dredger, TSHD) is een schip dat door middel van grote sterke pompen en motoren, zand, klei, slib en zelfs grind van de waterbodem kan zuigen. De Nederlandse bedrijven Damen Shipyards Group, Royal IHC en Kooiman Marine Group zijn scheepswerven die sleephopperzuigers bouwen.

## Werking

### Eigenschappen
De sleephopperzuiger wordt gekenmerkt door de volgende eigenschappen:
- Het is een vrijvarend zee- of binnenvaartschip.
- Het is een zelfladend en meestal zelflossend schip, eventueel voorzien van een leegpersinstallatie.

### Laden
Vanaf het schip gaan één of twee zuigbuizen naar de bodem van de zee of rivier. Aan het einde van de buis is een zogenaamde sleepkop verbonden. Deze sleepkop is te vergelijken met een kop van een stofzuiger en wordt over de grond gesleept. Om meer productie te krijgen en/of om diep te kunnen zuigen zijn er wel zuigers gebouwd met een onderwaterpomp op de sleepkop. Een sleephopperzuiger moet in normaal gebruik dus altijd een voorwaartse snelheid hebben. Houdt men de kop ruim boven de bodem, dan zuigt men enkel water. Door de kop te laten zakken kan men het mengsel van zand en water regelen. Een sleephopperzuiger slaat in de regel het opgezogen materiaal op in haar eigen beun, het water dat overblijft stroomt overboord. Het transporteren van het materiaal gebeurt door zogenaamd hydraulisch transport. Dit betekent dat de sleepkop, eventueel geholpen door persleidingen en stalen tanden, het bodemmateriaal moet kunnen loswrikken en in suspensie moet brengen. Dit betekent dat harde en vaste materialen zoals rotsmassieven of dichtgepakte kleilagen niet met dit soort schip gebaggerd kunnen worden. Hiervoor wordt een snijkopzuiger gebruikt.

### Lossen
Een sleephopperzuiger kan haar beun of laadruim weer leeg maken op een aantal manieren:
- Dumpen - Dit gebeurt door deuren of kleppen in de bodem van het schip te openen waardoor de lading onder uit het schip valt
- Persen - Door via jetpompen en waterjets onder hoge druk water in het beun te pompen wordt het materiaal in het beun weer "vloeibaar" gemaakt. Het ontstane mengsel kan door de baggerpompen worden aangezogen en kan het schip de lading verpersen door stalen en rubberen leidingen die aan het schip gekoppeld kunnen worden. Wanneer er over langere afstanden zand wordt geperst, worden de pompen in serie gezet zowel aan boord van het schip als op land door middel van een boosterstation is dit mogelijk.
- Rainbowen - Dit is hetzelfde als "persen" alleen wordt de lading hier niet door een leiding geperst maar meteen vanuit het schip op de gewenste plaats geloosd, via een tromp in de persleiding die geplaatst is op of nabij de boeg van het schip.
- Via kraan lossen - Met name in de zandhandel is het niet ongebruikelijk dat het gewonnen zand met behulp van loskranen uit het beun wordt geknepen.

## Uitrusting

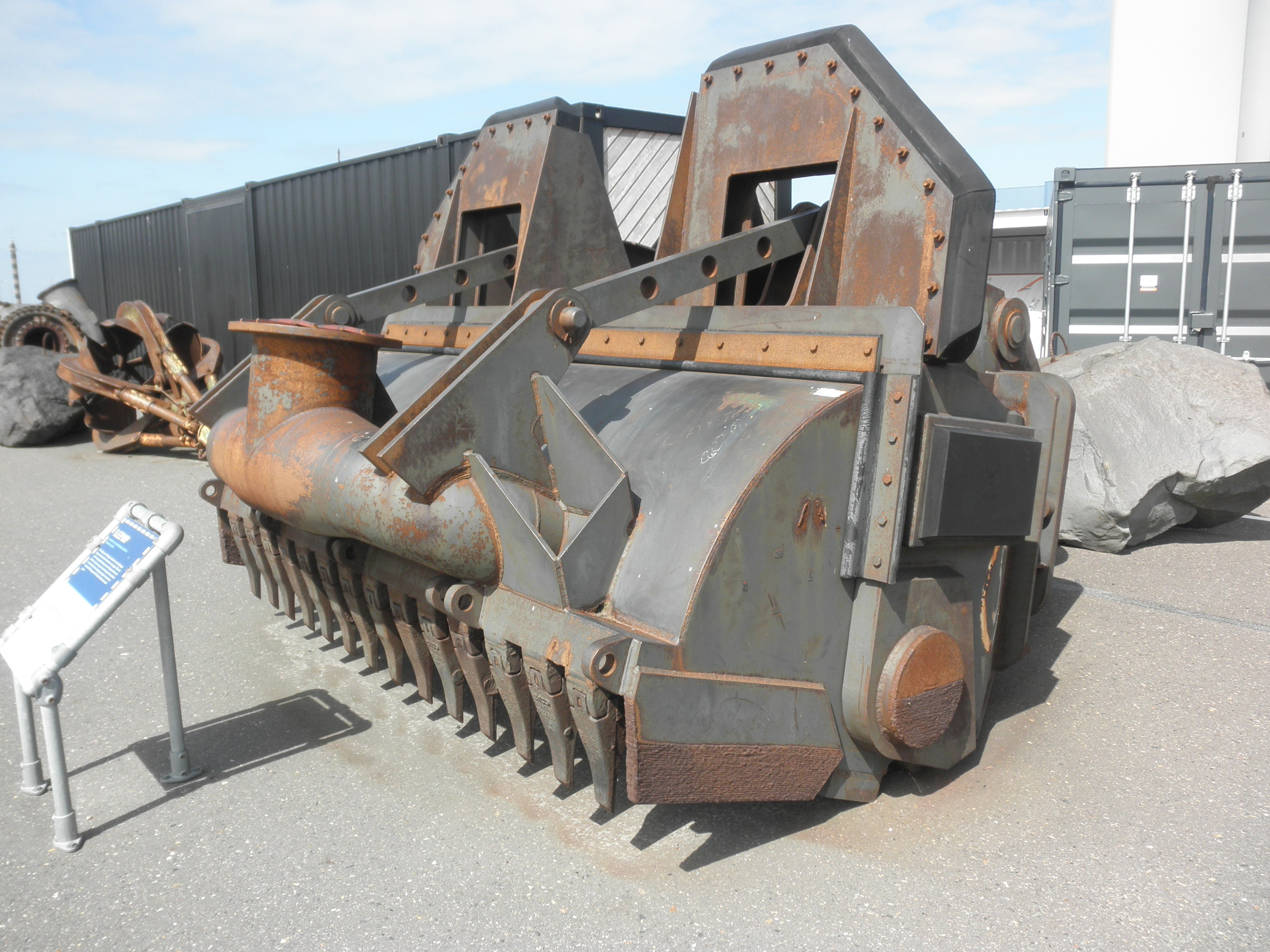
De sleepkop zit aan het einde van de zuigbuis. Tijdens de zandwinning sleept de sleepkop als een stofzuigermond over de bodem om het zand op te zuigen.

Elke sleephopperzuiger is voorzien van de volgende specifieke uitrusting (kenmerken):
- Eén of meer achterwaarts gerichte zuigbuizen, voorzien van een sleepkop, die tijdens het zuigproces tijdens het vooruit varen over de bodem worden gesleept.
- Eén of meer baggerpompen voor het opzuigen en transporteren van de baggerspecie door het leidingsysteem.
- Transportleidingen, die uitmonden in het laadruim (de hopper), waarin de opgezogen specie wordt gedeponeerd.
- Overvloei(en) waardoor het overtollige water uit het laadruim naar overboord wordt afgevoerd.
- Eén of meer beunen, die meestal zijn voorzien van afsluitbare openingen in de bodem, waardoor de lading onder water kan worden gelost.
- Zuigbuisbokken en lieren voor het positioneren van de zuigbuis.
- Deiningscompensatoren bestemd voor het min of meer op constante spanning houden van de hijsdraad met als doel het ondereind van een zuigbuis (bij deining) met constante druk “op de bodem” te houden.

Behalve de bovengenoemde specifieke uitrusting is vaak aanwezig:
- Een ontgassingsinstallatie, waarmee eventueel aanwezig gas aan de gezogen baggerspecie wordt onttrokken om zodoende het zuigproces optimaal te laten verlopen.
- Een zelfleegzuig- en walpersinrichting installatie, waarmee de baggerspecie uit het laadruim kan worden gezogen om dit via de boordleiding en een (drijvende) leiding of via een spuittromp naar een landstort te persen.
- Een AMOB systeem, voorziening om het gezogen slibmengsel, als het te "arm" is, dat wil zeggen een te lage dichtheid heeft, direct overboord te persen in plaats van naar het laadruim (AMOB = Arm Mengsel Over Boord). Op sommige sleephopperzuigers wordt dit systeem niet gebruikt, degene die het mengsel zuigt kan sneller reageren op een verandering van dichtheid en kan dit ook voorspellen. Een AMOB systeem is hiervoor niet geschikt.

## Functies
De sleephopperzuiger is een werktuig dat voornamelijk gebruikt wordt voor:
- Het op diepte brengen en houden van waterwegen en havens.
- Zandleverantie ten behoeve van strandopspuitingen, landaanwinning en terreinophogingen.

Het belangrijkste toepassingsgebied is het op diepte brengen of houden van die waterwegen die vanuit zee toegang geven tot zeehavens, terwijl het op diepte houden van havens en rivieren op de tweede plaats komt. De eigenschappen van sleephopperzuigers hebben ertoe geleid dat zij ook voor vele andere werkzaamheden kunnen worden gebruikt.
Een sleephopperzuiger is niet onbeperkt inzetbaar. Behalve factoren die de grens van de werkbaarheid bepalen kunnen dit ook andere belemmerende factoren zijn. Een aantal ervan heeft met de afmetingen te maken, in combinatie met de uit te voeren werkzaamheden, zoals:
- Te weinig manoeuvreerruimte ten gevolge van de afmetingen.
- Te grote zuigdiepte, ten opzichte van de lengte van de zuigbuis.
- Te weinig waterdiepte, ten opzichte van de diepgang van de (gedeeltelijk) geladen zuiger.
- Tegenwoordig steeds strengere eisen aan het milieu, wegens het verstoren van "marine life".